# Герб на Узбекистан
Сегашният герб на Узбекистан (от хералдическа гледна точка – емблема) е одобрен на 2 юли 1992 г. Наподобява старият герб на Узбекската ССР.
Гербът е кръгъл и използва националните цветове синьо, бяло и зелено. От ляво е разположено растението памук, а от дясно – класове пшеница. Това са двата основни земеделски продукта на Узбекистан.
Отгоре на герба се намира звездата на Руб Ел Хизб (۞), която е символ на исляма, който се изповядва от мнозинството узбеки.
В центъра се намира митологичната птица хумо, която е символ на щастие и любов. В заден план е изобразено изгряващото Слънце.
Зад птицата текат две реки – Амударя и Сърдаря.

## Галерия
- Герб на Узбекистанската ССР
(1925 – 1937)
- Герб на Узбекистанската ССР
(1937 – 1947)
- Герб на Узбекистанската ССР
(1947)
- Герб на Узбекистанската ССР
(1947 – 1992)
- Сегашният герб на Узбекистан
(от 1992)
- Версия на узбекистанския герб с надпис на латиница
- Герб на Автономната република Каракалпакстан